# باغ خانه محمداسماعیل‌خان نوری
باغ خانه محمد اسماعیل خان نوری مربوط به دوره قاجار است و در شهرستان کرمان، روستای اسماعیل‌آباد جوپار واقع شده و این اثر در تاریخ ۷ مهر ۱۳۸۱ با شمارهٔ ثبت ۶۴۶۶ به‌عنوان یکی از آثار ملی ایران به ثبت رسیده‌است.

## نگارخانه

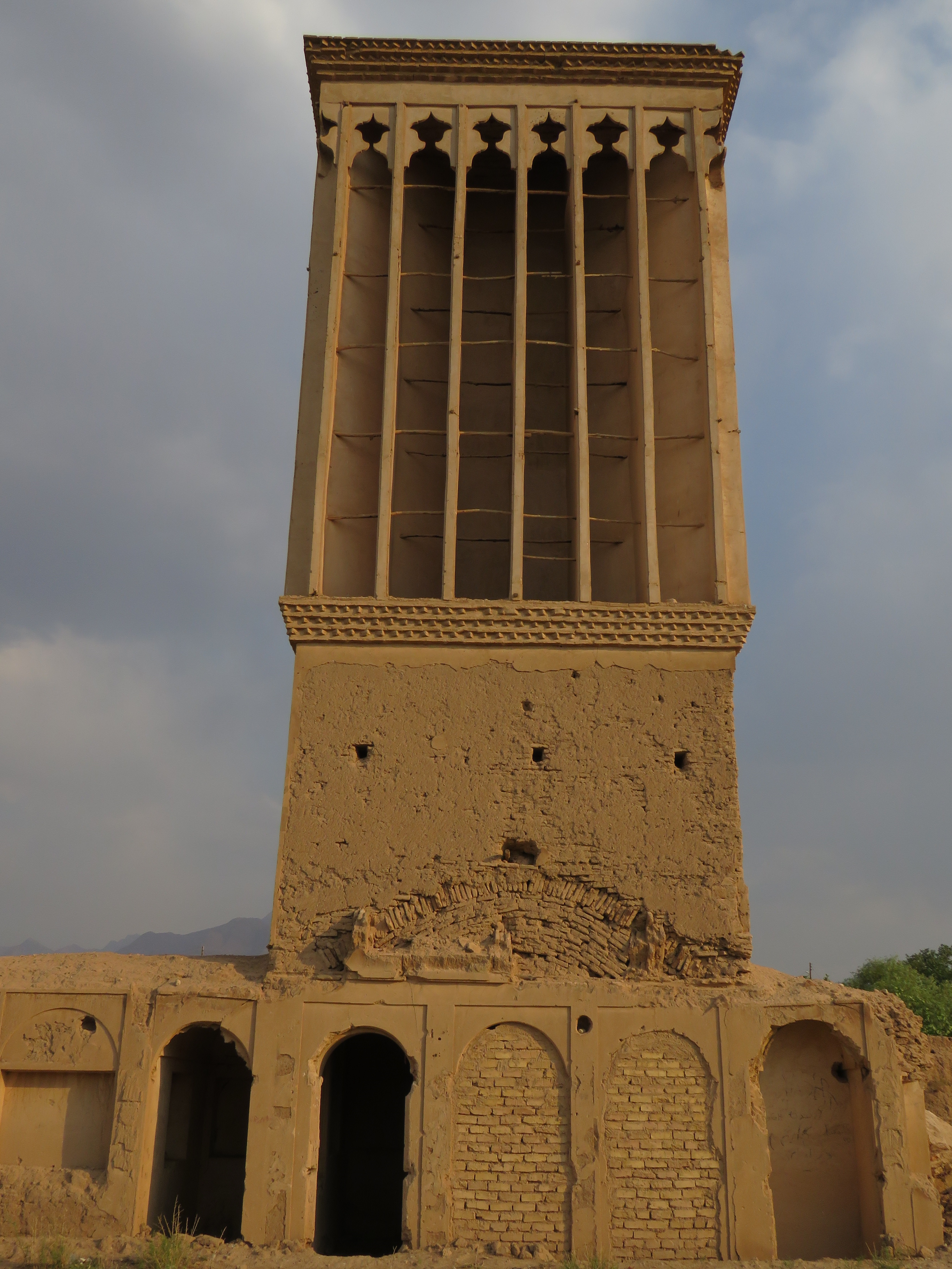
بادگیر باغ خانه محمداسماعیل‌خان نوری